# Передельница
Передельница (укр. Передільниця) — село в Добромильской городской общине Самборского района Львовской области Украины.
Занимает площадь 1,43 км². Почтовый индекс — 82015. Телефонный код — 3238.

## Население
Население по переписи 2001 года составляло 577 человек.

### Языковой состав
Родной язык населения по данным переписи 2001 года:
| Язык       | Численность, чел. | Доля     |
| ---------- | ----------------- | -------- |
| Украинский | 569               | 98,62 %  |
| Русский    | 7                 | 1,21 %   |
| Другие     | 1                 | 0,17 %   |
| Итого      | 577               | 100,00 % |